# Amateur Karate Unie
De Amateur Karate Unie (AKU) is een sportbond voor karate in Suriname. De bond is gevestigd in Paramaribo. De AKU is aangesloten bij de International Traditional Karate Federation.
De Amateur Karate Unie werd in augustus 1986 door Cecil Tirion opgericht. Door een scheuring in de karatewereld is er nog een karatebond in Suriname, namelijk de Surinaamse Karate Associatie (SKA) sinds mei 1982.